# Dafnis (satèl·lit)
Dafnis, també conegut com a Saturn XXXV (designació provisional S/2005 S 1), és un satèl·lit interior de Saturn. Dafnis té prop de 8 quilòmetres de diàmetre i orbita el planeta en la divisió de Keeler, dins l'Anell A.

## Designació

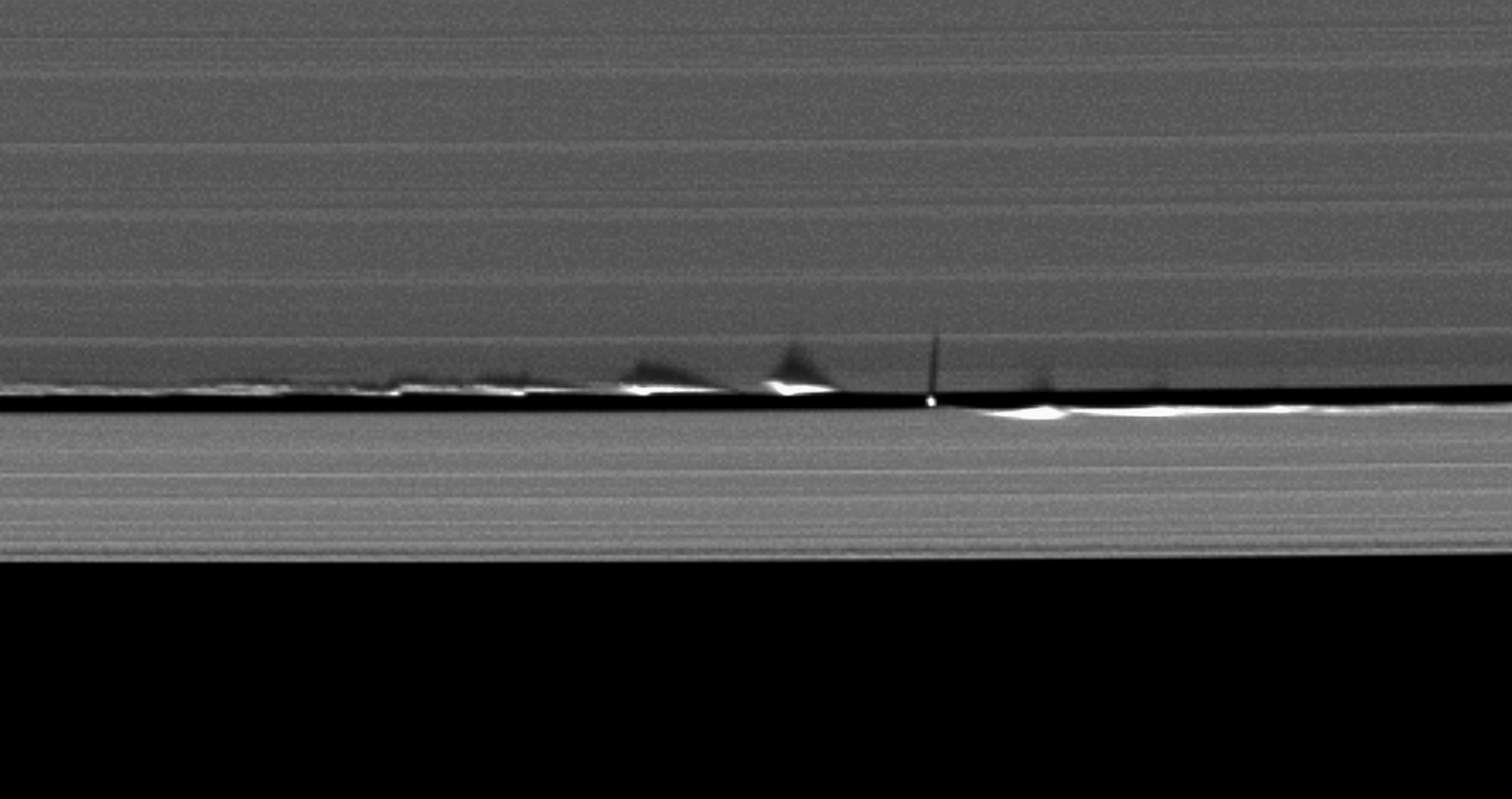
Les ones que Dafnis indueix a l'anell A tenen relleu vertical (degut a la seva inclinació vertical) i projecten ombres quan Saturn està prop del seu equinocci.

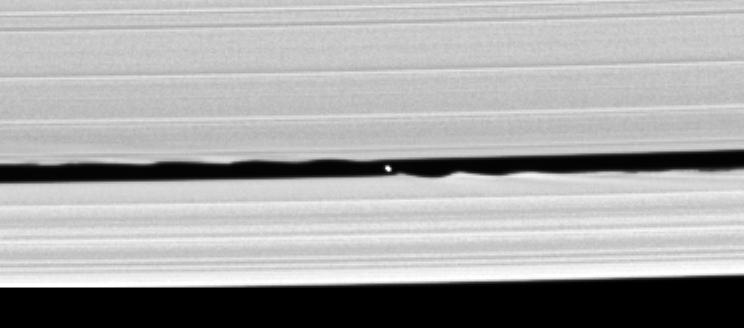
Dafnis va ser captat en una imatge per primera vegada el 2005 per la Cassini.

El satèl·lit va ser anomenat el 2006 en honor de Dafnis, un pastor i poeta de la mitologia grega; era descendent dels titans, a partir dels quals s'han anomenat les llunes més grosses de Saturn. Tant Dafnis com Pan, l'altre únic satèl·lit pastor conegut que orbita els anells principals de Saturn, estan anomenats en honor de figures associades amb pastors.

## Descoberta
Abans que Dafnis fos fotografiat, la seva existència ja havia estat predita a partir d'ones gravitacionals observades al marge exterior de la divisió de Keeler. Les ones produïdes per la lluna en el marge interior de la divisió la precedeixen en òrbita, mentre que les del marge exterior van per darrere, degut a les diferències de velocitat orbital relativa.
Dafnis va ser descoberta per la Cassini Imaging Science Team Arxivat 2011-05-20 a Wayback Machine. el 6 de maig del 2005. Les imatges de la descoberta van ser preses per la Cassini-Huygens durant un espai de 16 minuts l'1 de maig del 2005.

## Òrbita
La inclinació i l'excentricitat orbital de Dafnis són molt petites però distingibles de zero. L'excentricitat fa que la seva distància a Saturn variï uns 9 km, i la seva inclinació fa que es mogui amunt i avall uns 17 km. La divisió de Keeler, dins la qual Dafnis orbita, té uns 42 km d'amplada.